# Colle del Nivolet
Der Colle del Nivolet (it.) oder Col du Nivolet (frz.) ist ein Gebirgspass in den Grajischen Alpen in Norditalien. Der Pass ist nur von dem südlich gelegenen Valle dell’Orco aus für den Straßenverkehr ausgebaut, der Übergang in Richtung Valsavarenche ist nur für Wanderer möglich.
Die im Nationalpark Gran Paradiso gelegene Passstraße war in den 1960er Jahren Drehort für den Film Charlie staubt Millionen ab. 2019 war Ceresole Reale, etwa 1000 Meter unterhalb der Passhöhe gelegen, Zielort der 13. Etappe des Giro d’Italia.